# 尭憲
尭憲（ぎょうけん、生没年不詳）は、室町時代の僧・歌人。清水谷実久の弟。号は三省。
二条派の歌人で僧の尭孝の養子となり仁和寺常光院を継承した。寛正6年（1465年）、和歌所開闔（かいこう）に任じられるが、応仁の乱が勃発すると越前国に下り朝倉氏の元に身を寄せた。